# 二階堂あい
二階堂 あい（にかいどう あい、1990年5月3日 - ）は、日本の元AV女優。バンビプロモーション所属だった。

## 人物・略歴
趣味は読書・散歩、特技はマッサージ・料理。
東京都出身。2012年5月、「恵理」名義でイメージビデオデビュー。同年11月、MAX-A専属でAVデビューした。AV出演に関しては、オファーからデビューまで2年半かかった。
2013年11月、公式ブログで引退を発表。Twitterは11月30日が最終　。

## 出演

### イメージビデオ
「恵理」名義
- ギリグラ!! 秘宝館（2012年5月2日、グラッツコーポレーション）
- モミズム（7月12日、グラッツコーポレーション）DVD&BD

「二階堂あい」名義
- 初裸 virgin nude（2012年10月4日、グラッツコーポレーション）DVD&BD[1]
- Ai もう一度あいたくて…（2013年4月4日、グラッツコーポレーション）DVD&BD

### アダルトビデオ
※MAX-A専属
2012年
- New Comer ナチュラルビューティー（11月9日）
- 精飲美少女（12月14日）

2013年
- 生まれて初めて顔いっぱいの顔射（1月11日）
- ずっと見つめて♥ 甘え上手な純真美少女（2月8日）
- LOVELY DOLL イタズラしちゃう♥ 6コスチューム（3月8日）
- 解禁。即ハメ!拘束連続イカせ!本気のイラマチオ!（4月12日）
- 制服狩り（5月10日）
- 秘密の個人レッスン6本番（6月14日）
- イカセの洗礼。（7月12日）
- 通学女子大生 痴漢の餌食（8月9日）
- 美しすぎる社長秘書（8月9日）
- 完全美少女。二階堂あい おねだりごっくんセックチュ（9月13日）
- ああっ、ご主人様 エッチなご褒美して下さい（10月11日）
- デビュー1周年記念 10プレイ4時間!!（11月8日）

### BS
- 徳井義実のチャックおろさせて〜や（2013年7月20日、BSスカパー!）共演：桜木凛、神谷まゆ、波多野結衣、美泉咲、神咲詩織、吉川あいみ、松本メイ、浅野えみ

### CS
- Sweet Angel（2013年3月22日、MONDO TV）#8